# Graham Verchere
Graham Marc Verchere (Vancouver, 4 febbraio 2002) è un attore canadese di Vancouver, noto per i ruoli in Fargo, The Good Doctor e Summer of 84.

## Biografia

### Carriera
Nel 2014 ha prestato per la prima volta la sua voce per il ruolo di Pip Squeak in My Little Pony - L'amicizia è magica.
Nel 2017 ha recitato nel ruolo di Nathan Burgle in Fargo, in quello di Tommy Walters in Picchiarello - Il film e in quello del giovane Shaun Murphy in The Good Doctor.
Il 21 agosto 2018 venne annunciato che Verchere avrebbe interpretato il ruolo del protagonista maschile al fianco di Grace Vanderwaal nell'adattamento cinematografico Disney del romanzo Stargirl di Jerry Spinelli.
Nel 2018 Verchere ha recitato nel film horror Summer of 84 con Judah Lewis, Rich Sommer e Tiera Skovbye.
Nel 2023 è apparso nella miniserie televisiva La caduta della casa degli Usher (The Fall of the House of Usher) nel ruolo di Roderick Usher adolescente.

## Filmografia

### Attore

#### Cinema
- Picchiarello - Il film (Woody Woodpecker) (2017)
- Summer of 84 (2018)
- Stargirl, regia di Julia Hart (2020)

#### Televisione
- Psych (Psych), nell'episodio "Un incubo su una strada statale" (2014)
- Il mistero delle lettere perdute (Signed, Sealed, Delivered) – serie TV, nell'episodio "Un regalo per papà" (2014)
- Una tata sotto copertura (Along Came a Nanny) (2014) Film TV
- Il mio nuovo migliore amico (My New Best Friend) (2015) Film TV
- Due cuori e un matrimonio (Perfect Match), regia di Ron Oviver – film TV (2015)
- Impastor – serie TV, un episodio (2015)
- C'era una volta (Once Upon a Time) – serie TV, un episodio (2015)
- Jim Henson's Turkey Hollow (2015) Film TV
- Fargo (Fargo) (2017) Serie TV
- Fuga dalla biblioteca di Mr. Lemoncello (Escape from Mr. Lemoncello's Library) (2017) Film TV
- Case e misteri - Perizia mortale (Deadly Deed: A Fixer Upper Mystery), regia di Mark Jean – film TV (2018)
- Wedding of Dreams (2018) Film TV
- The Good Doctor (The Good Doctor) (2017-2018) Serie TV
- Supergirl (Supergirl) (2018-2019) Serie TV
- La caduta della casa degli Usher (The Fall of the House of Usher) – miniserie TV, episodio 1x01 (2023)

### Doppiatore
- My Little Pony - L'amicizia è magica (My Little Pony: Friendship Is Magic) (2014-2017) Serie TV

## Riconoscimenti
| Anno | Premio                   | Categoria                                                                                                 | Lavoro                               | Risultato       | Ref.   |
| ---- | ------------------------ | --- | ------------------------------------ | --------------- | ------ |
| 2015 | Young Artist Awards      | Miglior performance teatrale - Giovane attore                                                             | Mary Poppins                         | Candidato/a     | [ 8 ]  |
| 2015 | Joey Awards              | Young Actor in a Feature Film, Made for Television/Straight to Video Feature Principal or Supporting Role | Due cuori e un matrimonio            | Candidato/a     | [ 9 ]  |
| 2015 | Joey Awards              | Best Actor in a TV Comedy Guest Starring Role                                                             | Impastor                             | Candidato/a     | [ 9 ]  |
| 2016 | Young Artist Awards      | Miglior voce fuori campo - Giovane attore (12-21 anni)                                                    | My Little Pony - L'amicizia è magica | Vincitore/trice | [ 10 ] |
| 2016 | Young Artist Awards      | Miglior performance in una serie televisiva - Giovane attore non protagonista                             | C'era una volta                      | Candidato/a     | [ 10 ] |
| 2016 | Young Artist Awards      | Miglior performance in una serie televisiva - Giovane attore guest star (11-13 anni)                      | Impastor                             | Vincitore/trice | [ 10 ] |
| 2016 | Young Artist Awards      | Miglior performance in un Film TV, Miniserie, Special o Pilot - Giovane attore                            | Due cuori e un matrimonio            | Candidato/a     | [ 10 ] |
| 2016 | Young Entertainer Awards | Best Guest Starring Young Actor 12 to14 - Television Series                                               | Impastor                             | Vincitore/trice | [ 9 ]  |
| 2016 | Young Entertainer Awards | Best Young Actor Voice Over Role 13-21                                                                    | My Little Pony - L'amicizia è magica | Candidato/a     | [ 9 ]  |
| 2016 | Young Entertainer Awards | Best Leading Young Actor - Television Movie, Mini Series or Special                                       | Jim Henson's Turkey Hollow           | Candidato/a     | [ 9 ]  |

## Doppiatori italiani
Nelle versioni in italiano delle opere in cui ha recitato, Graham Verchere è stato doppiato da:
- Tito Marteddu in The Good Doctor, Supergirl, Stargirl
- Patrizia Salerno in Due cuori e un matrimonio
- Patrizia Mottola in Picchiarello - Il film
- Tommaso Di Giacomo in Fargo
- Daniele Di Matteo ne Il matrimonio dei miei sogni
- Giulio Bartolomei in La caduta della casa degli Usher
- Riccardo Suarez in Alert: Missing Persons Unit